# درخشش (موسیقی متن)
درخشش آلبوم موسیقی متن فیلمی به همین نام در سال ۲۰۰۱ و هشتمین آلبوم استودیویی از ماریا کری خواننده، ترانه‌سرا و تهیه‌کننده آمریکایی است که در ۱۸ اوت ۲۰۰۱ در ژاپن توسط سونی میوزیک و در سراسر جهان در ۱۱ سپتامبر ۲۰۰۱ توسط ویرجین رکوردز منتشر شد. این یک فاصله کامل موسیقی از هر نسخه قبلی کری بود، که تمرکز زیادی بر بازآفرینی دوره ۱۹۸۰ پس از دیسکو برای همراهی فیلم داشت که در سال ۱۹۸۳ اتفاق افتاد. با نسخه بازخوانی یا نمونه برداری شدید از چندین ترانه و ترانه‌های قدیمی، کری درخشش را به عنوان آلبومی ایجاد کرد که به بینندگان کمک می‌کند تا با فیلم ارتباط برقرار کنند و همچنین بالادهای تازه نوشته شده را در آن بگنجاند. این خواننده با جیمی جم و تری لوئیس و دی جی کلو که تهیه کنندگی مشترک آلبوم را بر عهده داشتند همکاری کرد.
از نظر موسیقی، درخشش به گونه ای ساخته شد که آلبومی متأثر از یکپارچه‌سازی باشد و بیشتر یک عنصر رقص محور باشد. در چندین ترانه ، منتقدان خاطر نشان کردند که کری نسبت به قبل از نظر جنسی بیشتر جنبه تحریک آمیز دارد. در درخشش با همکاری چندین موسیقی‌دان مانند اریک بنت ، لوداکریس، دا برات، بوستا ریمز، فابولوس و جا رول ضبط شد.
پس از انتشار، هر دو آلبوم و فیلم همراه آن با انتقادهای منفی منتقدان روبرو شدند، زیرا آنها احساس کردند که در تلاش برای گرفتن یک موضوع اصلی دهه ۱۹۸۰ شکست خورده‌است و تعداد زیادی از مهمانان در آلبوم حضور داشتند. با این حال بررسی‌های گذشته نگر عمدتاً مثبت بوده‌است، به گفته بسیاری آلبوم به‌طور ناعادلانه بدخطی شده‌است. در سطح جهانی، درخشش به عنوان یک شکست تجاری و انتقادی تلقی می‌شد، و منجر شد ویرجین رکوردز قرارداد ۵ آلبوم ۱۰۰ میلیون دلاری کری را لغو کرد و وی را از ناشر کنار گذاشت. در حالی که رتبه هفتم در بیلبورد ۲۰۰ ایالات متحده را کسب کرد، این کمترین فروش هفته اول کری از هر آلبومی بود که تاکنون منتشر کرده‌است. در سطح بین‌المللی، در بسیاری از کشورها خارج از ده تای برتر قرار گرفت، اما در ژاپن در رتبه‌های برتر قرار گرفت. درخشش در آن زمان با فروش دو میلیون نسخه در سراسر جهان به کمترین فروش آلبوم کری تبدیل شد.
چندین تک‌آهنگ از آلبوم منتشر شد اما به مقام‌های ضعیف جدول‌ها تبدیل شدند. «لاوربوی» به عنوان تک‌آهنگ آغازین این آلبوم عمل کرد و به سرعت به کمترین تک‌آهنگ برتر کری در سطح جهانی تبدیل شد. با متوقف شدن این ترانه در جدول‌های آمریکایی، ویرجین قیمت خود را برای افزایش فروش کاهش داد، که به اوج رسیدن در رتبه دوم در ۱۰۰ تک‌آهنگ داغ بیلبورد ایالات متحده کمک کرد. در سطح بین‌المللی، این ترانه نتوانست جذابیت زیادی به دست آورد. تک آهنگ‌های بعدی نتوانستند تأثیر زیادی در نمودارهای برجسته جهانی بگذارند و در بعضی از نمودارها قرار نگرفتند. نزدیک به دو دهه پس از انتشار، درخشش شروع به جلب تحسین گسترده منتقدان جریان اصلی کرد و پیروان فرقه ای را توسعه داد.
در ۲۲ مه سال ۲۰۲۰، پس از سالها عدم حضور درخشش در سرویس‌های پخش جریانی، در شبکه‌های اجتماعی، کری در دسترس بودن آن را "در همه جاً اعلام کرد و در عین حال آثار هنری به روز شده برای تک‌آهنگ‌های آلبوم «لاوربوی»، «راه را هدایت کنید» و «دی جی دیشب زندگی من را نجات داد» را نشان داد.